# Ероде
Ероде (там. ஈரோடு, Īrōṭu [iːɾoːɖɯ]; англ. Erode) — місто у штаті Таміл-Наду, на півдні Індії. Адміністративний центр округу Ероде. Місто розміщене на берегах річок Кавері та Бхвані і є агломерацією. На іншому березі річки Кавері лежить місто-супутник — Pallipalayam.

## Географія
Місто Ероде лежить в центрі Південного Індійського півострова на відстані приблизно 400 км на південний захід від столиці штату Ченнаї і близько 80 км на схід від Коїмбатуру. Місто оточене пагорбами Уругумалаї, Атімалай, Ченімалаї. У місті протікають річки Амараваті, Ноял, Бхавані і Кавері. Ґрунти в місті переважно гравійні, кам'янисті та піщані з червоного сорту. Чорноземні ґрунти знаходяться в частині Erode Taluk. Муніципалітет займає площу 8,44 км² (8 440 000 м²).
Місто розміщене на висоті 183 м над рівнем моря у часовому поясі UTC +5:30.

## Клімат
Клімат напівпосушливий з середньою або високою температурою впродовж року та відносно низьким рівнем опадів. Найспекотніші місяці з березня по червень, прохолодніше стає з грудня по січень. Температура повітря коливається від 27 °C до 36 °C, при середній кількості опадів 812 мм. Південно-західний мусон, що дме у червні-серпні, приносить мало дощів. Основна частина опадів випадає протягом північно-східного мусону в жовтні, листопаді та грудні.

## Жителі
Основною мовою є тамільська, яка є рідною мовою приблизно 90 % жителів. Приблизно 5 % населення говорить переважно на телугу, 2 % переважно — урду та приблизно 1 % — малаялам, хінді та каннада.
Найпоширеніша релігія індуїзм — 83 %, за нею йдуть іслам — 12 % та християнство — 4 %.

## Відомі жителі
- Срініваса Айєнґар Рамануджан — індійський математик, відомий своїм самородним талантом, що дозволив йому зробити значний внесок у математику (математичний аналіз, теорію чисел, теорію числових рядів та теорію неперервних дробів).